# Vickers 131 Valiant

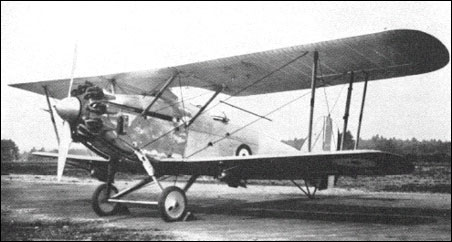

Vickers Type 131 Valiant là một loại máy bay đa dụng hai tầng cánh của Anh, do hãng Vickers chế tạo năm 1927.

## Quốc gia sử dụng
Chile
- Không quân Chile

## Tính năng kỹ chiến thuật (Type 131 Valiant)
Dữ liệu lấy từ Limited Editions Part 7:Vickers Valiant biplane 
Đặc điểm tổng quát
- Kíp lái: 2
- Chiều dài: 33 ft 5½ in (10,20 m)
- Sải cánh: 45 ft 5 in (13,85 m)
- Chiều cao: 11 ft 7½ in[2] (3,54 m)
- Diện tích cánh: 597 ft² (55,5 m²)
- Trọng lượng rỗng: 3.048 lb (1.385 kg)
- Trọng lượng có tải: 4.519 lb (2.054 kg)
- Động cơ: 1 × Bristol Jupiter VI kiểu động cơ piston bố trí tròn, 492 hp (367 kW)

 Hiệu suất bay 
- Vận tốc cực đại: 130 mph (209 km/h) trên mực nước biển
- Trần bay: 19.650 ft (5.990 m)
- Vận tốc lên cao: 940 ft/phút (4,8 m/s)
- Tải trên cánh: 7,56 lb/fm² (37 kg/m²)
- Công suất/trọng lượng: 0,11 hp/lb (0,18 kW/kg)

Trang bị vũ khí

- Súng: 2× súng máy 0.303 (7,7 mm)
- Bom: 500 lb (227 kg) bom